# Несподіваний випадок
«Несподіваний випадок» — п'єса російського письменника Олександра Островського. Написана 1850 року.

## Історія написання
П'єса «Несподіваний випадок» була задумана як комедія. У процесі роботи над п'єсою Островський прийшов до думки зробити з неї драматичний етюд.
«Несподіваний випадок» був закінчений приблизно у вересні — жовтні 1850 року і з'явився в збірці «Комета» (1851).
Перша вистава п'єси «Несподіваний випадок» було здійснено 1 травня 1902 року в Олександрійському театрі, в бенефіс суфлерів і других режисерів.

## Дійові особи
- Сергій Андрійович Рожевий, неслужбовий поміщик років 27.
- Павло Гаврілич Дружнін, чиновник, товариш Рожевого за навчальним закладом.
- Софія Антонівна, вдова років 30.
- Маша, покоївка Софії Антонівни.